# Tanch'ŏn
Tanch'ŏn (in Hangŭl: 단천시, in Hanja: 端川市) è una città della Corea del Nord situata nella provincia di Sud Hamgyong. Secondo il censimento del 2008 la popolazione ammonta a 345 875 abitanti.

## Geografia fisica
La città sorge sul delta del fiume Pukdae lungo le coste del Mar del Giappone e dista circa 150 km da Hamhŭng. Grazie alla sua posizione è uno dei maggiori porti della costa est della penisola coreana.

## Storia
Durante la Guerra di Corea, Tanch'ŏn venne colpita diverse volte da unità navali statunitensi poiché era un importante nodo ferroviario. Nel mese di agosto del 1950 l'incrociatore pesante USS Helena (CA-75) colpì la ferrovia, i magazzini e la centrale elettrica nei pressi della città. Il 12 ottobre dello stesso anno fu la corazzata USS Missouri (BB-63) a cannoneggiare le linee e i depositi ferroviari. Il 3 giugno 1953 il cacciatorpediniere USS Wiltsie (DD-716) bombardò un convoglio in transito. Gli americani subirono anche delle perdite durante i raid contro la città, il 26 settembre 1950 il cacciatorpediniere USS Brush (DD-745) colpì una mina navale davanti alle coste di Tanch'ŏn, l'esplosione causò la morte di tredici membri dell'equipaggio e gravi danni allo scafo che costrinsero la nave a rientrare in Giappone per le riparazioni.
Terminata la guerra, il maggior sviluppo della città avvenne a partire dagli anni ottanta quando Kim Il Sung decise di costruirvi un impianto di lavorazione dello zinco; la scelta ricadde su Tanch'ŏn per via della sua vicinanza alla miniera di Komdok, distante circa 80 km nell'entroterra. Nel 1997 venne inaugurato anche un impianto di lavorazione del magnesio estratto dai minerali provenienti da Ryongyang e da altri complessi estrattivi.

## Economia
La principale attività economica della città è quella legata agli impianti metallurgici che si occupano di estrarre e lavorare i metalli a partire dai minerali grezzi estratti dalle miniere. Tanch'ŏn è anche un centro agricolo di primaria importanza all'interno della regione. Nel 2012 è stata completata la ristrutturazione e l'ampliamento del porto aumentando così la capacità di immagazzinamento delle merci e il volume degli scambi.
La zona di Tanch'ŏn è popolata dal goral dalla coda lunga (Naemorhedus caudatus), questi animali sono stati dichiarati specie protetta e riconosciuti come monumento naturale n.293 dal governo della Corea del Nord.

## Infrastrutture e trasporti
Tanch'ŏn si trova sulla linea ferroviaria che collega Wŏnsan con il confine russo-cinese.